# Marko Pešić
Marko Pešić (* 6. Dezember 1976 in Sarajevo, Jugoslawien) ist ein ehemaliger deutscher Basketballspieler. Er bestritt 97 A-Länderspiele und gewann mit der deutschen Nationalmannschaft EM-Silber sowie WM-Bronze. Mit Alba Berlin wurde er sechs Mal deutscher Meister. Derzeit ist er Geschäftsführer der FC Bayern München Basketball GmbH.

## Leben und Karriere

### Spieler
Marko Pešić ist der Sohn von Svetislav Pešić, der unter anderem Nationaltrainer der deutschen Basketballnationalmannschaft (1987–1993) war, diese 1993 zum Europameistertitel führte, und – während Pešić Jr. dort Spieler war – Trainer von Basketball-Bundesligist Alba Berlin (1993–2000) war. Auch seine Mutter spielte Basketball. Als Jugendlicher weilte Pešić in drei Jahren in den Sommerferien im Trainingslager der von seinem Vater betreuten jugoslawischen Juniorennationalmannschaft mit Spielern wie Vlade Divac und Toni Kukoč. Pešić übernahm als Jugendlicher dort Hilfsdienste.
Als sein Vater 1987 vom Deutschen Basketball Bund als neuer Bundestrainer verpflichtet wurde, zog die Familie von Sarajevo nach Herdecke in die Nähe von Hagen um, wo der DBB seinen Sitz hat. Marko Pešić besuchte zunächst die Hagener Hildegardis-Schule, wo er zum ersten Jungen-Jahrgang der vorher reinen Mädchenschule gehörte, und später die Friedrich-Harkort-Schule in Herdecke.
Pešić spielte auf Vereinsebene in der Nachwuchsabteilung des SSV Hagen. Mit den deutschen Nationalmannschaften nahm er an Europameisterschaften in den Altersklassen U16, U18 und U22 teil. Eigener Aussage nach wollte er als Jugendlicher lieber für sein Geburtsland Jugoslawien spielen, seine Eltern entschieden jedoch, dass er die deutsche Staatsangehörigkeit annehmen solle.
Auf Vereinsebene wechselte Pešić aus Hagen zum TuS Lichterfelde und gab in der Saison 1995/96 bei Alba Berlin unter seinem Vater als Trainer sein Debüt in der Basketball-Bundesliga. 1999/2000 sammelte er bei Iraklis Thessaloniki (Griechenland) erste Auslandserfahrung. Während des Spieljahres in Griechenland setzten dem Siegeswillen, Spielwitz und Vielseitigkeit auszeichnenden Pešić Verletzungen zu, er kehrte nach Berlin zurück.
Er war als Spieler von Alba Berlin am Gewinn von insgesamt sechs deutschen Meisterschaften und fünf Pokalsiegen beteiligt. Er bestritt 382 Pflichtspiele für die Berliner, in denen er 3623 Punkte, also je Spiel im Schnitt 9,5 Punkte erzielte. Seinen besten Saisonpunkteschnitt in der Bundesliga erreichte er 2001/02 mit 13,5. In der Endspielserie dieser Saison gegen Köln erreichte er sogar einen Wert von 15,7 pro Begegnung. Im November 1996 war er eine der Hauptfiguren eines denkwürdigen Berliner Sieges gegen Olympiakos Piräus im Wettbewerb EuroLeague, als kurz vor Schluss ein Fünf-Punkte-Rückstand in einen 62:61-Sieg umgebogen wurde, woran Pešić mit einem erfolgreichen Dreipunktewurf in der Endphase beteiligt war. Bei diesem Treffer wurde er gefoult, vergab den folgenden Freiwurf jedoch. Allerdings sicherten sich die Berliner den Rebound und trafen in Person von Wendell Alexis von der Dreipunktelinie aus zum Sieg.
Als Nationalspieler gewann er die Bronzemedaille bei der Weltmeisterschaft 2002 in Indianapolis und die Silbermedaille bei der Europameisterschaft 2005. Bei der WM 2002 brachte es Pešić auf 9,1 Punkte pro Turnierspiel, bei der EM 2005 erzielte er 3,6 Punkte im Schnitt. Seinen Höchstwert bei einer EM verbuchte er 2001 mit 10,3 Punkten je Einsatz, als man Vierter wurde. Im umkämpften Halbfinale der EM 2001 gegen die Türkei bestritt Pešić eines seiner besten Turnierspiele (17 Punkte).
In der Saison 2004/05 spielte er für RheinEnergie Köln in der Bundesliga (11,3 Punkte/Spiel), wurde mit dem Verein Pokalsieger und wechselte anschließend nach Italien, wo er bis zu seinem Karriereende spielte.
2006 beendete er seine Nationalmannschaftskarriere in Berlin. Im Dezember 2006 verabschiedete sich Pešić auch vom Vereinsbasketball. Er stand bis Sommer 2006 bei Lottomatica Rom unter Vertrag und wurde im August von Teramo (ebenfalls Serie A) verpflichtet. Nach einer Verletzung wurde der Vertrag gelöst, er verließ Teramo Anfang Dezember 2006. Pešić fehlte die Lust, weiterhin als Spieler im Leistungssport beschäftigt zu sein, und beendete seine Laufbahn, in deren Verlauf er in der Bundesliga insgesamt 2882 Punkte erzielt hatte.

### Nach der Spielerkarriere
Im Anschluss an seine Spielerlaufbahn studierte Pešić an der Universität Venedig Sportmarketing und Kommunikation. 2007 machte er sich mit dem Unternehmen „Lumani 10.7 GmbH“ als Spielerberater selbstständig. 2008 schloss er sein Studium zum Sportmanager an der IST-Hochschule in Düsseldorf erfolgreich ab, das er während seiner Spielerkarriere begonnen hatte.
Zur Saison 2011/2012 wurde Pešić Sportdirektor der Basketballabteilung des FC Bayern München. Am 11. Januar 2013 übernahm er auch den Posten des Geschäftsführers der Betreibergesellschaft (FC Bayern München Basketball GmbH). Nach der Verpflichtung von Sportdirektor Daniele Baiesi im Juli 2014 widmete sich Pešić beim FC Bayern hauptsächlich seinen Aufgaben als Geschäftsführer. Im April 2025 kündigte Pešić an, sein Amt bei den Münchnern am Jahresende 2025 abzugeben.